# Olivia Lumová
Olivia Lumová (narozena v Malajsii) je zakladatelka a předsedkyně singapurské společnosti Hyflux.

## Život
Lumová vyrůstala u adoptivní matky, kterou nazývala babičkou, své pravé rodiče nikdy nepoznala. Když jí byly tři roky, její „babička“ prohrála všechny úspory, přišla o dům, a musely se přestěhovat do děravé boudy bez tekoucí vody. V patnácti letech odešla Lumová do Singapuru, kde se živila učením a prodejem, aby mohla studovat na střední škole. Pak ve studiu pokračovala a v roce 1986 ukončila Národní singapurskou univerzitu v oboru chemie.
Vyznáním je křesťanka, patří k singapurskému megasboru New Creation Church.

## Kariéra
Lumové byla nejprve zaměstnána u firmy Glaxo Pharmaceutical. Zde pracovala tři roky, než v roce 1989 odešla, aby založila Hydrochem, předchůdce Hyfluxu. Na počátku měla dvacet tisíc singapurských dolarů, které získala prodejem bytu a auta. Začínala se třemi zaměstnanci, přičemž sama objížděla zákazníky na motorce a prodávala prostředky na úpravu vody, filtry a chemikálie.
Firma dále rostla a v roce 2011 byla Lumová oceněna coby podnikatel roku v soutěži pořádané společností Ernst & Young.